# Sisarahili II
Sisarahili II is een bestuurslaag in het regentschap Nias Barat van de provincie Noord-Sumatra, Indonesië. Sisarahili II telt 254 inwoners (volkstelling 2010).